# Курманова Лариса Станіславівна
Курманова Лариса Станіславівна (нар. 25 вересня 1954, Миколаїв) — українська актриса театру, режисер. Заслужена артистка України (1993), Народна артистка України (2025), Лауреат Хмельницької обласної стипендії.

## Біографія
Курманова Лариса Станіславівна народилася 25 вересня 1954 року в місті Миколаїв. У 1975 році закінчила Харківський інститут мистецтв ім. І. Котляревського (викладачі О. Глаголін, В. Чистякова). З 1975 р. працювала артисткою Івано-Франківського обласного музично-драматичного театру ім. І. Франка. З 1979 р. і до сьогодні працює в Хмельницькому обласному академічному музично-драматичному театрі ім. М. Старицького, провідний майстер сцени. В 1993 р. надано звання «Заслужена артистка України», лауреат Хмельницької обласної стипендії.

## Театральні роботи
- Саша — «І відлетимо з вітрами» Зарудний (1978 р.)
- Софія – «Недоросль» Фонвізін (1979 р.)
- Кішка — «Кішкин дім» С. Маршак (1980 р.)
- Галя — «Циганка Аза» М. Старицький (1980 р.)
- Настя — «Неосвячене кохання» Сербін (1980 р.)
- Оля — «Дикий ангел» Коломієць (1980 р.)
- Тоня — «З весною я повернуся до тебе» Туманова Казанцев (1980 р.)
- Наташа — «Суєта» Карпенко-Карий (1980 р.)
- Нюра — «В день весілля» Розов (1982 р.)
- С'юзен — «Прірва» Лауренчукас (1982 р.)
- Бетсі — «Кожна хвилина життя» Бедзик (1982 р.)
- Ольга — «Обочина» Зарудний (1982 р.)
- Марина — «Восьмий гріх» Сєргєєв (1982 р.)
- Шафак — «В ніч місячного затемнення» Карим (1982 р.)
- Кера — «Вожак» Станку (1982 р.)
- Оленка — «Червона квіточка» Аксаков (1980 р.)
- Оленка — «Котигорошко» М. Кропивницький (1980 р.)
- Алка — «Чужий» Никоненко (1983 р.)
- Галя — «В ніч під Івана Купала» М. Старицький (1983 р.)
- Тетянка — «У неділю рано зілля копала» Кобилянська (1983 р.)
- Валя — «Русские люди» Симонов (1984 р.)
- Олеся — «Перехід» Сумишин (1985 р.)
- Евеліна — «Фіктивний шлюб» Крим (1985 р.)
- Вероніка — «Вічно живі» Розов (1985 р.)
- Монна — «Вільний вітер» Дунаєвський (1982 р.)
- Маша — «Ленінградський проспект» Шток (1984 р.)
- Люба — «Банка згущеного молока» Верещак (1984 р.)
- Груня — «Сорочинський ярмарок» за М. Гоголем (1983 р.)
- Ганя — «Макар Діброва» Корнійчук (1985 р.)
- Олена — «Тривога» Петрашкевич (1987 р.)
- Софія — «Хто винен» Карпенко-Карий (1987 р.)
- Баба Яга — Шварц «Два клена» (1986 р.)
- Флоранс — «Пастка» Тома (1988 р.)
- Голда — «Поминальна молитва» Г. Горін (1990 р.)
- Прочанка — «Світанкова фея» Кассона (1990 р.)
- Тетяна — «Інтердівчинка» В.Кунін (1989 р.)
- Ольга — "Віддавали батька в прйми "Канівець (1989 р.)
- Проня — «За двома зайцями» за п'єсою М. Старицького (1993)
- Анеля — «Дами і гусари» за п'єсою А.Фредро (1994)
- Марта — «Закохана-невінчана» І. Карпенка — Карого (1994)
- Ключниця — «Наймичка» за п'єсою І. Карпенка-Карого (1995)
- Наталка — «Лимерівна» за п'єсою П. Мирного (1995)
- Аня — «Сестри» за п'єсою Розумовська (1996)
- Габбі — «Вісім люблячих жінок» за п'єсою Р. Тома (1996)
- Лейді — «Орфей спускається в пекло» Т. Вільямса (1996)
- Інес — «За зачиненими дверима» за п'єсою Жана-Поля Сартра (1997)
- Ліна — «Рожеве павутиння» за п'єсою Я. Мамонтова (1997)
- Вона — «Чорний дипломат» за п'єсою В. Селезньова (1998)
- Надія — «Оголені в човні без весла» за п'єсою Л. Новоградського (1999)
- Маруся — «Дай серцю волю, заведе в неволю» за п'єсою М. Кропивницького (1999)
- Наталія Степанівна — комедійний триптих «Антон Павлович сміється…» за творами А. П. Чехова (2000)
- Пріся — «Сватав Гриць удовицю» за п'єсою В. Канівця (2000)
- Мати Барбари — «Нічний сторож і праля» за п'єсою П. Путніньша (2000)
- Туз — «Усі в саду» за п'єсою Е. Олбі (2002)
- Зоя Жмут — «Вовчиха» за п'єсою О. Кобилянської (2003)
- Віра — «Весільний марш» за п'єсою В. Азернікова (2008)
- Тьотя Мотя — «Мина Мазайло» за п'єсою М. Куліша (2008)
- Тетяна — «Кішки мишки» за п'єсою О. Морданя (2008)
- Агата Бридо — «Хижачка» за п'єсою Е.Фабра (2010)
- Фру Лінне — «Нора» за п'єсою Г. Ібсена (2010)
- Зовиця — «Майська ніч» за п'єсою М. Старицького (за М. Гоголем) (2010)
- Домнішоара Куку — «Безіменна зірка» за п'єсою М.Себастьяна (2012)
- Подруга — «Не такий, як усі» за п'єсою О.Слаповського (сценічна версія Д. Гусакова) (2012)
- Доктор С — «Готель двох світів» за п'єсою Е.-Е. Шмітта (Сценічна версія засл. артистки України Л. Курманової) (2013)
- Явдоха — «Республіка на колесах» за п'єсою Я. Мамонтова (2014)
- Мати Брекекекса — «Дюймовочка та Метелик» за п'єсою А. Яблонської (2015)
- Меме — «Великодушний рогоносець» за п'єсою Ф. Кроммелінка (2016)
- Васелина — «Як наші діди парубкували» за п'єсою В. Канівця (2016)
- Рахель — «Наречений із Єрусалиму» за п'єсою Йосефа Бар-Йосефа (2017)
- Мачуха — «Дванадцять місяців» за п'єсою С. Маршака (2017)
- Памела — «Божевільна ніч, або Номер 13» за п'єсою Р. Куні (2018)
- Голда — «Тев'є Тевель» за п'єсою Г. Горіна «Поминальна молитва» (2019)[1]